# Hòa Khang
Hòa Khang (tiếng Trung: 和康; bính âm: Hékāng) là một huyện tại khu vực tây nam của khu tự trị Tân Cương và thuộc thẩm quyền của địa khu Hòa Điền. Đây là đơn vị cấp huyện ở cực tây nam của Tân Cương, quản lý một phần khu vực Aksai Chin.

## Tên gọi
Tên gọi Hoà Khang cùng với tên gọi huyện Hòa An có nghĩa là "Hòa Điền an khang" (和田安康).

## Lịch sử
Ngày 27 tháng 12 năm 2024, chính phủ Tân Cương tuyên bố thành lập huyện Hòa Khang. Việc thành lập huyện được Ủy ban Trung ương Đảng Cộng sản Trung Quốc và Quốc vụ viện phê chuẩn. Người phát ngôn Bộ Ngoại giao Ấn Độ phản đối việc thành lập huyện vì bao gồm lãnh thổ tranh chấp Aksai Chin.
Thủ phủ huyện là trấn Shahidulla.